# 希爾施斯普龍格拉本河

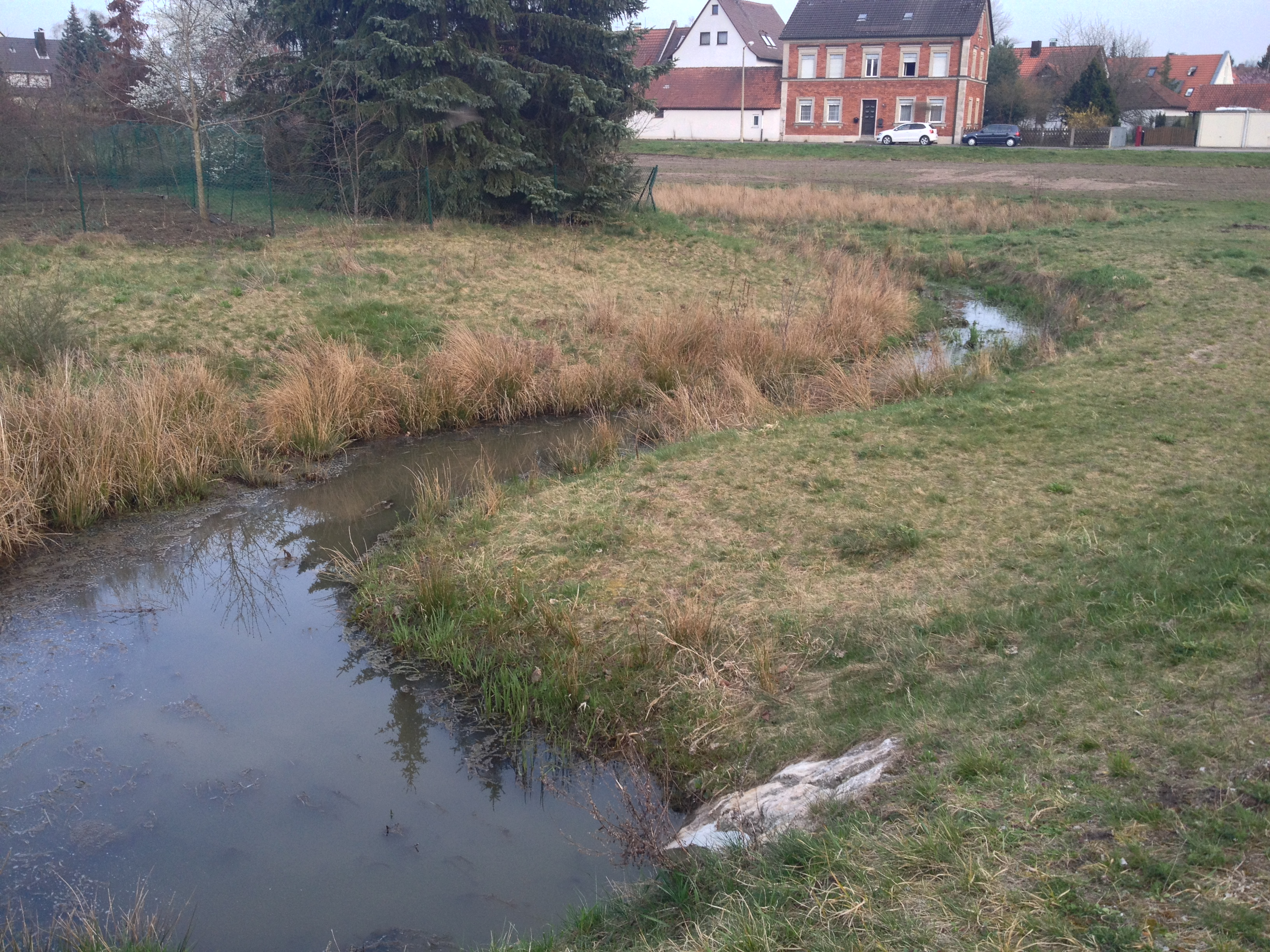

49°29′21″N 11°05′47″E / 49.48917°N 11.09643°E
希爾施斯普龍格拉本河（德語：Hirschsprunggraben），是德國的河流，位於該國東南部，由巴伐利亞負責管轄，屬於格林德拉赫河的支流，河道全長4.8公里，流域面積5.5平方公里。